# Akaiwa Yama
Akaiwa Yama är ett berg i Antarktis. Det ligger i Östantarktis. Norge gör anspråk på området. Toppen på Akaiwa Yama är 1 689 meter över havet, eller 189 meter över den omgivande terrängen. Bredden vid basen är 5,5 km.
Terrängen runt Akaiwa Yama är kuperad västerut, men österut är den platt. Trakten är obefolkad. Det finns inga samhällen i närheten.